# Vehículo de propulsión para buceo

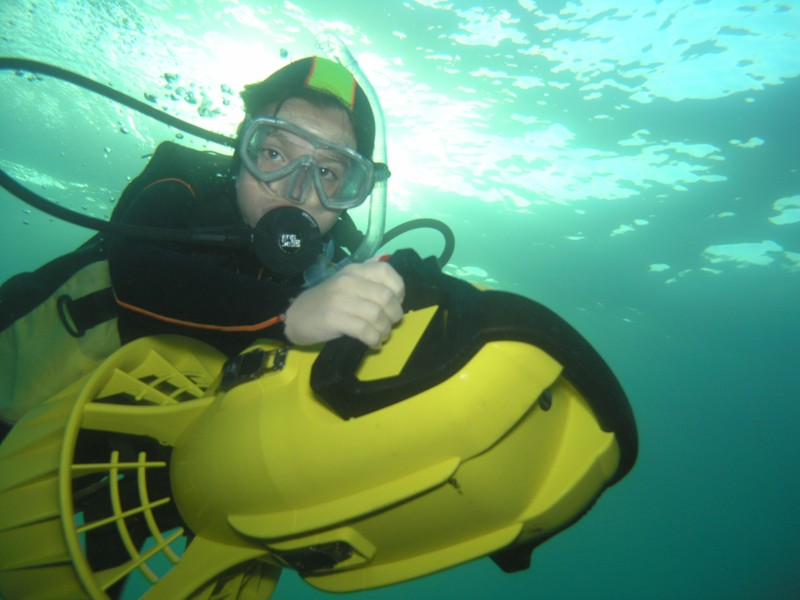
Vehículo de propulsión para buceo

Un vehículo de propulsión para buceo (VPB) es un dispositivo de buceo submarino utilizado por los buzos para incrementar su radio de acción cuando su actividad está restringida por la disponibilidad de oxígeno y la necesidad de evitar el síndrome de descompresión.
Los VPB son útiles para largos trayectos a profundidad constante y con una navegación sencilla. Algunos buzos los utilizan para la exploración de cavernas submarinas y buceo técnico, asimismo el dispositivo ayuda a movilizar el aparatoso equipo que se suele llevar. 

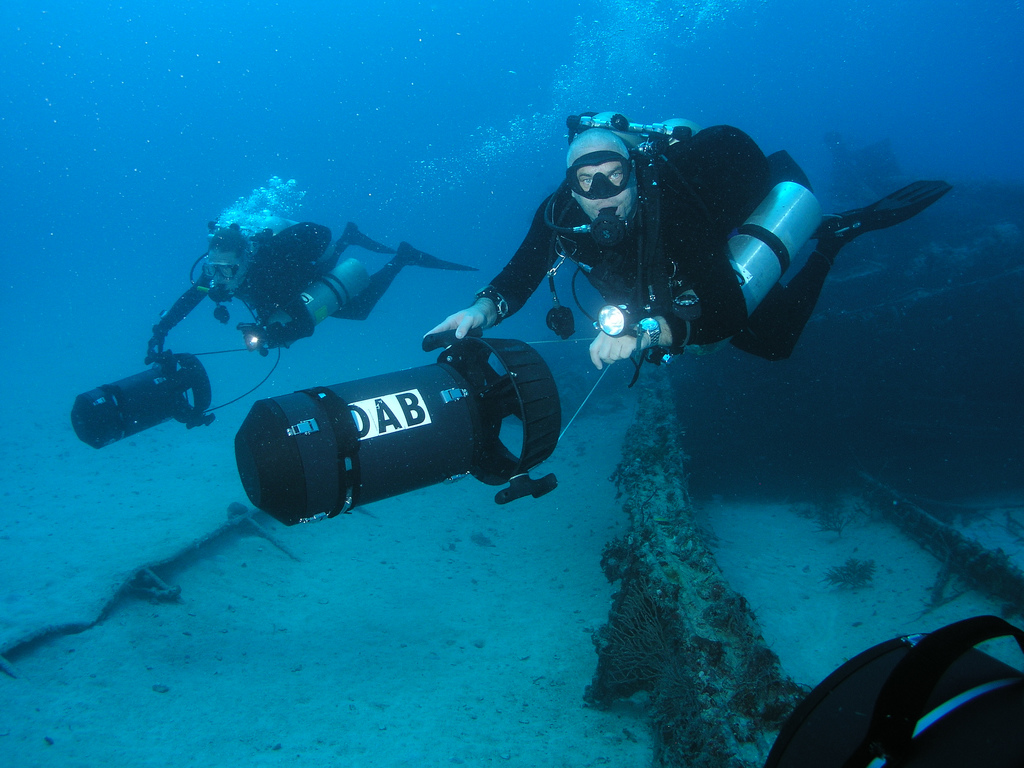
Vehículos de propulsión para buceo

Los VPB incluyen una gama de configuraciones desde unidades de scooter pequeñas y fácilmente portátiles con un rango pequeño y de baja velocidad, hasta unidades encajadas o cerradas capaces de transportar varios buzos de distancias más largas a velocidades más altas.